# Il mio ragazzo è un bastardo
Il mio ragazzo è un bastardo (John Tucker Must Die) è un film del 2006 diretto da Betty Thomas.

## Trama
Kate è una ragazza qualunque, graziosa ma poco popolare, che non ha mai avuto un ragazzo. Dopo ogni delusione amorosa della madre, le due fanno i bagagli e cambiano città. Ma questi continui traslochi hanno fatto sì che Kate non riuscisse mai a trovarsi degli amici. Nella nuova scuola la ragazza si accorge di John Tucker, campione studentesco di pallacanestro e ragazzo più bello e popolare della scuola, e s'imbatte in lui al ristorante dove lei lavora; lo vede ogni volta con una ragazza diversa, tutte appartenenti al suo liceo: Carrie Schaeffer, la bella giornalista televisiva della scuola; Heather Straham, il capitano delle cheerleader; e Beth McIntyre, un'attivista vegetariana. Il metodo di John è di scegliere ragazze che non hanno nulla in comune e quindi non si parlano mai, dire loro che suo padre non vuole che lui abbia una ragazza durante il campionato di pallacanestro e di non dire a nessuno del loro rapporto, che è molto speciale. Ma quando l'allenatrice di ginnastica femminile si fa male, sempre a causa del fascino di John, le classi vengono unite, il segreto emerge e le tre finiscono per picchiarsi, trascinando nella rissa anche Kate.
Durante la punizione, dopo un primo momento d'ira, le tre ragazze si alleano con Kate e per organizzare una vendetta nei confronti di John; dopo vari tentativi di metterlo in ridicolo, Heather, Beth e Carrie decidono di spezzargli il cuore, come lui ha fatto con loro. Il piano è fare in modo che John s'innamori di Kate, affinché poi lei lo scarichi platealmente; Kate non vorrebbe essere coinvolta ma, nel tentativo di stringere nuove amicizie, finisce per accettare. Heather, Beth e Carrie, conoscendo i gusti di John Tucker, modellano l'aspetto di Kate affinché si trasformi nella ragazza dei suoi sogni. Come previsto dal piano, John perde la testa per Kate, colpito dal fatto che la ragazza non cada ai suoi piedi come tutte le altre, e si fa aiutare dal fratello Scott; La ragazza finisce col subire il fascino del giovane e se ne innamora, e perciò decide di dissociarsi dal piano.
Durante il compleanno di John le tre ragazze inviano una ripresa di Kate mentre pronuncia la frase che anche John usa per scaricare tutte le sue conquiste: «John Tucker, esiste solo un ragazzo per me; ma quel ragazzo non sei tu!". Allora John capisce di essere stato raggirato e decide di cambiare.

## Colonna sonora
1. Dirty Little Secret - The All-American Rejects
2. Honestly - Cartel
3. Chelsea - STEFY
4. Hope Song - Rock Kills Kid
5. Instantly Gratified - People In Planes
6. Better Open The Door - Motion City Soundtrack
7. Time After Time - Quietdrive
8. Fool For Love - STEFY
9. This Will Be Our Year - OK Go
10. I Like What You Say - Nada Surf
11. I Want you so Hard (Boy's Bad News) - Eagles of Death Metal
12. Float On - Ben Lee
13. Sunset Lover - Josh Kelley
14. We Got To Leave - Caesars
15. The Next Big Thing - Rockett Queen
16. Just the Girl - The Click Five

## Cast
- Jesse Metcalfe è John Tucker
- Brittany Snow è Kate Spencer
- Ashanti è Heather Straham
- Sophia Bush è Beth McIntyre
- Arielle Kebbel è Carrie Schaeffer
- Hopsin è La Mascotte della Squadra
- Penn Badgley è Scott Tucker
- Jenny McCarthy è Lori Spencer
- Fatso-Fasano è Tommy
- Kevin McNulty è il Coach di Basket
- Patricia Drake è la Coach Williams
- Taylor Kitsch è Justin
- Steve Bacic è il giocatore #1
- Dean Wray è il giocatore #2
- John Cuthbert è il giocatore #3
- Aaron Dudley è il giocatore #4
- Marc Menard è il giocatore #5
- Dan Payne è il giocatore #6
- Brendan Penny è l'avversario #1
- Taurean Mills è l'avversario #2
- Nicole LaPlaca è Molly
- Chelan Simmons è la cameriera che lavora con Kate
- Devon Weigel è la ragazza della pallovvolo
- Alf Humphreys è il professore dell'aula punizioni
- Samantha McLeod è Holly
- Fulvio Cecere è l'insegnante di chimica
- Barbara Kottmeier è la bella ragazza #1
- Nicki Clyne è la bella ragazza #2
- Katya Virshilas è la bella ragazza #3
- Connor Widdows è la matricola alla spiaggia
- People in Planes è la Indie Rock Band
- Amanda Crew è la ragazza del corridoio #1
- Emily Tennant è la ragazza del corridoio #2
- Victor Z. Isaac è il ragazzo della festa #1
- Braden Williams è il ragazzo della festa #2
- Kyle C. Coleman è il ragazzo della festa #3
- Greg Cipes è il ragazzo della festa #4
- Jessica Harmon è una ragazza alla festa (Non accreditata)
- Amber Borycki è Jennifer
- Meghan Ory è Jill
- Alan Shearman è l'insegnante in tanga #1
- Archie Hahn è l'insegnante in tanga #2
- Chelsea Florko è la matricola ragazza #1 (Non accreditata)
- Maggie Ma è la matricola ragazza #2 (Non accreditata)
- Heather McEwen è la matricola ragazza #3 (Non accreditata)
- Angela Fong è una Cheerleader (Non accreditata)

## Distribuzione
Il film è uscito nelle sale statunitensi il 28 luglio 2006, mentre in Italia è stato distribuito dalla 20th Century Fox il 20 luglio 2007.

### Edizione italiana
La direzione del doppiaggio e i dialoghi italiani sono stati curati da Eleonora De Angelis per conto della SEFIT-CDC.

## Accoglienza
Il film ha ricevuto durante l'edizione dei Razzie Awards 2006 una nomination come Peggior attrice non protagonista per Jenny McCarthy.

### Incassi
Nel primo fine settimana, il film ha incassato 34.276.534 dollari, classificandosi al terzo posto. Al 2 novembre, il film aveva incassato 41.9 milioni di dollari negli Stati Uniti e in Canada. In tutto il mondo, ha incassato 68.824.526 dollari.